# Dreaming Out Loud
| 전문가 평가      | 전문가 평가 |
| 평가 점수        | 평가 점수   |
| 출처             | 점수        |
| ---------------- | ----------- |
| AllMusic         | [ 1 ]       |
| Digital Spy      | [ 2 ]       |
| PopMatters       | 4/10        |
| Robert Christgau | [ 4 ]       |
| Rolling Stone    | [ 5 ]       |

《Dreaming Out Roud》는 미국의 팝 록 밴드 원리퍼블릭의 데뷔 스튜디오 음반이다. 이 음반은 인터스코프 레코드에 의해 2007년 11월 20일에 발매되었다. 이 음반은 2004년과 2006년 사이에 녹음되었고 그렉 웰스가 프로듀싱하였으며, 가수 라이언 테더가 프로듀싱하였으며, 조 주크가 프로듀싱하여 믹스하였다. 이 음반은 2년 동안 마이스페이스에서 엄청난 성공을 거둔 후, 이 밴드는 2006년 초부터 마이스페이스 뮤직의 탑 아티스트에 참여했으며, 총 2800만 곡 이상의 곡 플레이가 집계되었다.
이 음반은 팀발랜드가 프로듀싱한 리드 싱글 〈Apologize〉의 리믹스 버전이 성공하면서 발매되었다. 이 곡은 빌보드 핫 100 차트에서 2위로 정점을 찍은 반면, 많은 나라에서 1위에 올랐다. 이어지는 싱글 〈Stop and Stare〉도 성공을 거두었고, 〈Say (All I Need)〉, 〈Mercy〉, 〈Come Home〉도 싱글로 발매되었다.
그 음반은 음악 비평가들로부터 대체로 엇갈린 평을 받았다. 많은 비평가들은 U2, 콜드플레이, 더 프레이, 뮤즈, 스노 패트롤을 음반에 대한 영향력으로 꼽았고, "즐거운 음악을 만들어내는 기술에 대한 엄청난 자신감을 가지고 있다"고 칭찬했지만, 다른 이들은 그것이 독창적이지 않은 음반이라고 느꼈고 테더가 그로 인해 글을 쓸 때마다 팝 록의 가격을 계속 더 좋게 만들었다고 생각했다. 자신의 곡이 아닌 다른 곡도 있으며, 일부 트랙과 그 영향 사이의 차이점을 구별하는 것이 어렵다는 점도 언급했다. 이 음반은 호주 음반 차트, 캐나다 음반 차트, 독일 음반 차트, 영국 음반 차트 등을 포함한 많은 국가에서 10위 안에 들었다. 빌보드 200 차트에서 14위로 데뷔했다. 《Dreaming Out Roud》는 미국 음반 산업 협회로부터 플래티넘 인증을 받았다.

## 배경
원리퍼블릭은 2002년 로스엔젤레스에서 결성된 팝 록 밴드다. 라이언 테더와 고등학교 동창인 잭 필킨스가 콜로라도에서 결성된 이 밴드에는 동료 칼라단, 기타리스트/키보드리스트 드류 브라운, 드러머 에디 피셔, 베이스/첼리스트 브렌트 커즐도 포함되어 있다. 이들은 2년 반 동안 스튜디오에서 활동하며 첫 정규 음반을 녹음했다. 그들의 음반이 발매되기 두 달 전, (〈Sleep〉을 데뷔 싱글로 하여) 컬럼비아 레코드에 의해 발매되었다. 밴드는 마이스페이스에서 두각을 나타내기 시작했고, 이 사이트에서 서명되지 않은 1위가 되었다. 〈Apologize〉라는 곡은 같은 해 마이스페이스에서 이미 발매되었다.
2007년 초 리믹스된 버전의 〈Apologize〉가 팀발랜드의 《Shock Value》에 진출했을 때, 그리고 이 노래가 2년 간의 마이스페이스 악명과 제휴하여 많은 미국 TV 드라마에 등장한 후, 원리퍼블릭은 동행 음반이 없어도, 1위 히트곡의 축복을 받았다.

## 곡 목록
| #   | 제목                    | 작사·작곡                                                   | 재생 시간 |
| --- | ----------------------- | ----------------------------------------------------------- | --------- |
| 1.  | 〈Say (All I Need)〉    | 드류 브라운, 잭 필킨스, 에디 피셔, 브렌트 커즐, 라이언 테더 | 3:50      |
| 2.  | 〈Mercy〉               | 브라운, 테더                                                | 4:00      |
| 3.  | 〈Stop and Stare〉      | 브라운, 필킨스, 피셔, 팀 마이어스, 테더                     | 3:43      |
| 4.  | 〈Apologize〉           | 테더                                                        | 3:28      |
| 5.  | 〈Goodbye, Apathy〉     | 테더                                                        | 3:32      |
| 6.  | 〈All Fall Down〉       | 브라운, 필킨스, 피셔, 커즐, 테더                            | 4:04      |
| 7.  | 〈Tyrant〉              | 브라운, 필킨스, 테더                                        | 5:03      |
| 8.  | 〈Prodigal〉            | 저로드 베티스, 브라운, 필킨스, 마이어스, 테더               | 3:55      |
| 9.  | 〈Won't Stop〉          | 브라운, 필킨스, 피셔, 커즐, 테더                            | 5:03      |
| 10. | 〈All We Are〉          | 마이어스, 테더                                              | 4:28      |
| 11. | 〈Someone to Save You〉 | 피셔, 마이어스, 테더                                        | 4:15      |
| 12. | 〈Come Home〉           | 팀발랜드, 테더                                              | 3:05      |

## 인증
| 국가                                                  | 인증     | 판매량/출하량 |
| ----------------------------------------------------- | -------- | ------------- |
| 오스트레일리아 (ARIA)                                 | 골드     | 35,000^       |
| 오스트리아 (IFPI 오스트리아)                          | 플래티넘 | 20,000*       |
| 캐나다 (뮤직 캐나다)                                  | 골드     | 50,000^       |
| 덴마크 (IFPI Danmark)                                 | 골드     | 15,000^       |
| 독일 (BVMI)                                           | 플래티넘 | 200,000^      |
| 아일랜드 (IRMA)                                       | 플래티넘 | 15,000^       |
| 뉴질랜드 (RMNZ)                                       | 골드     | 7,500^        |
| 러시아 (NFPF)                                         | 골드     | 10,000*       |
| 싱가포르 (RIAS)                                       | 골드     | 5,000*        |
| 스위스 (IFPI 스위스)                                  | 골드     | 15,000^       |
| 영국 (BPI)                                            | 플래티넘 | 308,802       |
| 미국 (RIAA)                                           | 골드     | 1,100,000     |
| *판매량을 기반으로 한 인증 ^출하량을 기반으로 한 인증 |          |               |